# Constitution luxembourgeoise de 1848
Lire en ligne

Légilux : Texte historique bilingue franco-allemand
Université de Perpignan : Texte en français ;
Wikisource : Texte en français

Constitution d'États Constitution luxembourgeoise de 1856
La Constitution du 9 juillet 1848, dont la plupart des dispositions étaient copiées de la Constitution belge de 1831, était la première Constitution vraiment démocratique du Grand-Duché de Luxembourg. La Constitution actuellement en vigueur en a gardé les grands principes, tels que la séparation des pouvoirs et la monarchie constitutionnelle et en particulier la proclamation des libertés fondamentales.
Elle était rédigée dans un esprit très libéral. Elle instaurait un équilibre des pouvoirs législatif et exécutif en ce qu’elle conférait une place importante à la Chambre des Députés comme organe législatif et comme organe de contrôle du pouvoir exécutif. En outre, elle proclamait les droits et libertés fondamentaux, tels que l’égalité devant la loi, la liberté d’opinion et la liberté de la presse.

## Contexte extérieur
L'année 1848 est marquée en Europe par une vague de soulèvements révolutionnaires c'est pourquoi on appelle cette année : l'année du « Printemps des Révolutions ».
À l’instar de nombreux États tels que la France, la Suisse ou la Prusse, le Grand-Duché du Luxembourg adopte une Constitution d'inspiration libérale.

## Contexte intérieur
En 1831, le Luxembourg devient un État indépendant membre de la Confédération germanique.
De cette date jusqu'à 1841, Guillaume Ier des Pays-Bas puis Guillaume II des Pays-Bas règnent en monarque absolue.

### Constitution précédente
En 1841 Guillaume II "octroie" une constitution d'inspiration conservatrice.
Il s'agit d'un bref texte qui comprend 52 articles réparties en 4 chapitres et qui, par son contenu, se rapproche à la fois de la Charte de 1814 et de la Constitution de 1852.
Les Luxembourgeois y sont désignés en tant que sujets et non comme citoyens, ce qui fait du Grand-Duc le seul souverain.
Les députés qui siègent à l'Assemblée des États sont élus au suffrage censitaire et voient leurs pouvoirs limités.

### Adoption de la Constitution de 1848
Les événements de 1848 relancent le débat constitutionnel.
À la différence de la Constitution de 1841, la Constitution de 1848 est adoptée en commun accord entre le Grand-Duc et l'Assemblée des États dont le nombre des députés est pour l'occasion doublée conformément aux dispositions l'article 52 de la Constitution de 1841.
Pour sa rédaction, les députés se sont largement inspirée de la Constitution belge mais ont conservé, de la Constitution de 1841, le principe du parlement monocaméral.

### Caractéristiques fondamentales de la Constitution de 1848
La Constitution de 1848 présente des différences majeures par rapport à celle de 1841 :
- Texte plus développé puisque de 52 articles réparties en 4 chapitres on passe à 127 articles et 11 chapitres ;
- Les pouvoirs du Grand-Duc, son mode d'accession au trône et les modalités relative à la régence y sont spécifiées ;
- Le Grand-Duc ne peut accéder officiellement au trône qu'après avoir juré devant les députés d’observé la Constitution et les lois du Grand-Duché ;
- Les droits des Luxembourgeois y sont reconnus et spécifiés ;
- Les députés sont élus au suffrage universel ;
- Des droits supplémentaires sont reconnus au parlement qui prend le nom de Chambre des députés ;
- Les membres du gouvernement sont responsables devant le parlement.